# Saison 4 de Castle
Chronologie
Saison 3 Saison 5
Cet article présente les vingt-trois épisodes de la quatrième saison de la série télévisée américaine Castle.

## Synopsis
Richard Castle, un célèbre écrivain de romans policiers, en a assez de narrer les exploits de son héros, Derrick Storm. À la surprise générale, il décide de le faire tuer dans son tout dernier livre. C'est lors de la soirée organisée par son éditeur qu'il est contacté par le lieutenant de police Kate Beckett. Celle-ci, lectrice assidue de la série des Derrick Storm, est chargée d'enquêter sur une série de meurtres qui copient ceux imaginés par Castle dans certains de ses romans. L'affaire résolue, Castle obtient de son ami le maire l'autorisation de participer, en tant que consultant, aux prochaines enquêtes du lieutenant Beckett. La personnalité de la jeune femme le fascine et il voit en elle l'héroïne d'une nouvelle série de romans policiers, Nikki Hard (Nikki Heat en VO)…
Au fur et à mesure de leurs enquêtes communes, R. Castle et K. Beckett tomberont progressivement amoureux l'un de l'autre, tout en cherchant à dissimuler leurs sentiments.

## Distribution

### Acteurs principaux
- Nathan Fillion (VF : Guillaume Orsat) : Richard « Rick » Castle / Joe Flynn en 1947 (épisode 14)
- Stana Katic (VF : Anne Massoteau) : lieutenant Katherine « Kate » Beckett / Vera Mulqueen en 1947 (épisode 14)
- Jon Huertas (VF : Serge Faliu) : lieutenant Javier Esposito
- Seamus Dever (VF : Pierre Tessier) : lieutenant Kevin Ryan
- Tamala Jones (VF : Nadine Bellion) : Dr Lanie Parish / Betsy Sinclair en 1947 (épisode 14)
- Molly Quinn (VF : Adeline Chetail) : Alexis Castle, la fille de Castle / Sally Campbell en 1947 (épisode 14)
- Susan Sullivan (VF : Évelyn Séléna) : Martha Rodgers, la mère de Castle / Florence Kenard en 1947 (épisode 14)
- Penny Johnson Jerald (VF : Pascale Vital) : le capitaine Victoria Gates[1]

### Acteurs récurrents
- Victor Webster : Dr Josh Davidson, médecin humanitaire, petit-ami du lieutenant Beckett (première apparition dans l'épisode 4 de la troisième saison, dernière dans l'épisode 1 de la quatrième saison)
- Arye Gross (VF : Philippe Siboulet) : Sidney Perlmutter, médecin légiste
- Michael Dorn (VF : Frantz Confiac) : Dr Carter Burke, le psychiatre de Beckett[2] après sa sortie de l'hôpital

### Invités
- Geoff Pierson (VF : Jean Barney) : Smith, l'homme mystérieux (épisodes 1, 12 et 23)
- Scott Paulin (VF : Jean-François Lescurat) : Jim Beckett, père de Kate (épisode 1)
- Valerie Azlynn (en) (VF : Vanina Pradier) : officier Ann Hastings (épisodes 1 et 2)
- John M. Jackson : Rod Halstead (épisode 1)
- Kenneth Mitchell (VF : Xavier Béja) : Paul Whittaker (épisode 2)
- Hank Harris (VF : Alexandre Gillet) : Chad Hockney (épisode 2)
- William Atherton (VF : Hervé Bellon) : Dr Ari Weiss (épisode 3)
- Shaun Toub (VF : Vincent Violette) : Philip Boyd (épisode 3)
- Ross McCall : inspecteur Seth Carver (épisode 4)
- Stephanie Nash (VF : Martine Irzenski) : Annika Herzfeld (épisode 4)
- François Chau (VF : Patrick Osmond) : Clifford Lee (épisode 4)
- Tim Jo (en) (VF : Alexandre Nguyen) : Ben Lee / Li Mae Chang (épisode 4)
- Lanny Joon (en) (VF : Fabien Jacquelin) : Philip Lee / Shin Hae Chang (épisode 4)
- Kristin Lehman (VF : Dominique Vallée) : Serena Kaye, une investigatrice spécialisée dans l'art (épisode 5)
- Jessica Tuck (VF : Emmanuèle Bondeville) : Joy McHugh, la bienfaitrice d'un musée (épisode 5)
- James Read (VF : Pierre Dourlens) : Anton McHugh (épisode 5)
- Fredric Lehne (VF : Michel Derain) : Addison Smith (épisode 6)
- Vernee Watson-Johnson : Prudence LaGrande / Patricia King (épisode 6)
- Mark Harelik (VF : Gabriel Le Doze) : Pete Benton (épisode 6)
- Juliana Dever (VF : Valérie Nosrée) : Jenny Duffy-O'Malley (épisodes 6 et 11)
- Dean Norris (VF : Jean-François Aupied) : le capitaine John Davis (épisode 7)
- Ian Kahn (VF : Fabien Jacquelin) : Sal Martino / Ron Brandt
- Darren Pettie (VF : Arnaud Arbessier) : Trapper John
- Barry Livingston : Abe (épisode 7)
- Richard Burgi (VF : Bernard Lanneau) : Charlie Turner (épisode 8)
- David Figlioli (VF : Antoine Tomé) : Ralph Marino (épisode 8)
- Susie Castillo : Nadine Espinoza (épisode 8)
- Laura Regan : Rebecca Siegal (épisode 8)
- Scott Michael Campbell (en) (VF : Didier Cherbuy) : Lee Travis (épisode 9)
- Karissa Vacker : Emily Reese (épisode 9)
- Darin Heames (VF : Stéphane Ronchewski) : agent Chuck Martinez (épisode 10)
- Jaime Ray Newman (VF : Karine Texier) : Holly Franklin (épisode 11)
- Sam Hennings (en) (VF : Mathieu Buscatto) : Seth Harris (épisode 11)
- Donna Feldman (en) : Jody Lopez (épisode 11)
- Derek Webster (VF : Jean-Paul Pitolin) : le maire Robert Weldon (épisode 12)
- Victoria Gabrielle Platt : Connie Park (épisode 12)
- Michael Terry (VF : Nicolas Beaucaire) : Jordan Norris (épisode 12)
- Tracy Scoggins : Lana (épisode 12)
- Hilarie Burton (VF : Laura Préjean) : Kay Cappuccio (épisode 13)
- Justin Hartley (VF : Martial Le Minoux) : Reggie Starr (épisode 13)
- Scott Lowell : David Hernande (épisode 13)
- Mark Pellegrino (VF : Gilles Morvan) : Tom Dempsey (épisode 14)
- Chad Everett (VF : Michel Le Royer) : Jerry Maddox (épisode 14)
- Patrick Cassidy (VF : Guy Chapellier) : Clyde Belasco (épisode 14)
- Timothy Carhart (VF : Michel Papineschi) : Dr Nelson Blakely (épisodes 15)
- Jennifer Beals (VF : Danièle Douet) : Sophia Turner, agent de la CIA et première muse de Castle (épisodes 15 et 16)
- Josh Stamberg : Martin Danberg (épisodes 15 et 16)
- David Chisum (en) (VF : Thierry Ragueneau) : Thomas Gage (épisodes 15 et 16)
- Meghan Markle : Charlotte Boyd (épisode 17)
- Taylor Kinney (VF : Damien Ferrette) : Darren Thomas (épisode 17)
- Sarah Jane Morris (VF : Stéphanie Lafforgue) : Leslie Morgan (épisode 17)
- Adam J. Harrington (en) : Brad Melville (épisode 18)
- Larry Sullivan (en) (VF : Laurent Morteau) : Samuel Lynchberg (épisode 18)
- Christine Woods : Leann West (épisode 19)
- Tim Guinee (VF : Constantin Pappas) : Andrew Haynes (épisode 19)
- Charles Shaughnessy (VF : Jean Roche) : Nigel Wyndham (épisode 20)
- Brett Tucker (VF : Arnaud Arbessier) : inspecteur principal Colin Hunt (épisode 20)
- Omar J. Dorsey : Biggie Slim (épisode 20)
- Danielle Bisutti (en) (VF : Vanina Pradier) : Claire Panchard (épisode 20)
- Adam Baldwin (VF : David Krüger) : inspecteur Ethan Slaughter[3] (épisode 21)
- Michael McGrady (en) (VF : Jean-François Aupied) : Brian Reilly (épisode 21)
- Ryan Doom (VF : Benoît Du Pac) : Tom Williams (épisode 22)
- Tiffany Dupont : Greta Mastroianni (épisode 22)
- Josh Braaten (en) : Kyle Jennings (épisode 22)
- Kevin Symons (en) (VF : Guy Chapellier) : Mike Matthews (épisode 22)
- Tahmoh Penikett (VF : Xavier Béja) : Cole Maddox (épisode 23)
- Judith Scott (VF : Annie Milon) : Evelyn Montgomery (épisode 23)
- Sal Lopez : le prêtre (épisode 23)

## Production
Le 10 janvier 2011, la série a été officiellement renouvelée pour une quatrième saison de vingt-deux épisodes.
Le 9 décembre 2011, la chaîne a commandé un épisode supplémentaire portant la saison à vingt-trois épisodes.

### Diffusions
La diffusion originale :
aux États-Unis, la saison a été diffusée du 19 septembre 2011 au 7 mai 2012 sur ABC ;
au Canada, en simultané sur le réseau CTV. Le 6 février 2012, CTV a déplacé Castle sur CTV Two (épisode 14) afin de diffuser la nouvelle série Smash en substitution simultanée avec NBC. Déçus des audiences de Smash, le réseau réintègre Castle dès le 19 mars 2012 (épisode 18) sur CTV.
La diffusion francophone :
pour la deuxième année consécutive, la Suisse a débuté la diffusion de la série, avec cette saison en version française, dès le 30 mars 2012 sur RTS Un à raison d'un épisode par semaine alors que la deuxième partie de la diffusion américaine n'était pas encore terminée ;
en Belgique, depuis le 11 avril 2012 sur RTL-TVI à raison de deux épisodes par semaine ;
au Québec, depuis le 27 août 2012 sur Séries+ ;
en France, depuis le 3 septembre 2012 sur France 2.

## Liste des épisodes

### Épisode 1:Renaissance
- États-Unis /  Canada : 19 septembre 2011 sur ABC[6] / CTV[7]
- Suisse : 30 mars 2012 sur RTS Un[9]
- Belgique : 11 avril 2012 sur RTL-TVI[10]
- Québec : 27 août 2012 sur Séries+[11]
- France : 3 septembre 2012 sur France 2[12]

- États-Unis : 13,28 millions de téléspectateurs[13] (première diffusion)
- Canada : 1,97 million de téléspectateurs[14] (première diffusion)
- France : 5,92 millions de téléspectateurs[15] (21,5 % de part de marché, France 2 deuxième pour l'audience)

- Victor Webster (Josh Davidson)
- Scott Paulin (Jim Beckett)
- John M. Jackson (Rod Halstead)
- Larry Anderson (Dr Kovaks)
- Geoff Pierson (l'ami du Capitaine Montgomery)

### Épisode 2:Lame solitaire
- États-Unis /  Canada : 26 septembre 2011 sur ABC / CTV
- Suisse : 6 avril 2012 sur RTS Un[16]
- Belgique : 11 avril 2012 sur RTL-TVI[10]
- Québec : 3 septembre 2012 sur Séries+
- France : 10 septembre 2012 sur France 2[17]

- États-Unis : 11,67 millions de téléspectateurs[18] (première diffusion)
- Canada : 1,77 million de téléspectateurs[19] (première diffusion)
- France : 5,57 millions de téléspectateurs[20] (21 % de part de marché, France 2 deuxième pour l'audience)

- Eric Tiede (Mike Hoover)
- Valerie Azlynn (Officier Anne Hastings)
- Jamie McShane (Tony « The Butcher » Valtini)
- Hank Harris (Chad Hockney)
- Kenneth Mitchell (Paul Whittaker)

Castle est sous le choc quand il découvre que sa fille Alexis doit partir incessamment pour l'université Stanford, en Californie, où elle s'est inscrite pour la session de printemps.

### Épisode 3:Casse-tête
- États-Unis /  Canada : 3 octobre 2011 sur ABC / CTV
- Suisse : 13 avril 2012 sur RTS Un[21]
- Belgique : 18 avril 2012 sur RTL-TVI[10]
- Québec : 10 septembre 2012 sur Séries+
- France : 17 septembre 2012 sur France 2[17]

- États-Unis : 11,18 millions de téléspectateurs[22] (première diffusion)
- Canada : 1,74 million de téléspectateurs[23] (première diffusion)
- France : 5,51 millions de téléspectateurs[24] (20,5 % de part de marché, France 2 deuxième pour l'audience)

- William Atherton (Dr Ari Weiss)
- Andy Umberger (Johnny Rosen)
- Judith Hoag (Cynthia Hamilton)
- Shaun Toub (Dr Philip Boyd)
- Jordan Belfi (Beau Randolph)
- Jared Hillman (Eddie Peck)

Alexis vient de recevoir une lettre de l'université Stanford : elle qui a toujours tout réussi n'arrive pas à croire qu'elle a été recalée. Castle essaie de lui faire digérer son échec. 
L'intrigue a pour sujet principal la cryonie des corps.
 

### Épisode 4:L'Empreinte d'une arme
- États-Unis /  Canada : 10 octobre 2011 sur ABC / CTV
- Belgique : 18 avril 2012 sur RTL-TVI[10]
- Suisse : 20 avril 2012 sur RTS Un[25]
- Québec : 17 septembre 2012 sur Séries+
- France : 24 septembre 2012 sur France 2[17]

- États-Unis : 10,23 millions de téléspectateurs[26] (première diffusion)
- Canada : 1,74 million de téléspectateurs[27] (première diffusion)
- France : 5,79 millions de téléspectateurs[28] (20,6 % de part de marché, France 2 deuxième pour l'audience)

- Billy Lush (Finn McQueen)
- Ross McCall (Seth Carver)
- François Chau (Clifford Lee)
- Lanny Joon (Philip Lee / Shin Hae Chang)
- Tim Jo (Ben Lee / Li Mae Chang)

### Épisode 5:L'Art de voler
- États-Unis /  Canada : 17 octobre 2011 sur ABC / CTV
- Belgique : 25 avril 2012 sur RTL-TVI[10]
- Suisse : 27 avril 2012 sur RTS Un[29]
- Québec : 24 septembre 2012 sur Séries+[30]
- France : 1er octobre 2012 sur France 2[17]

- États-Unis : 11,23 millions de téléspectateurs[31] (première diffusion)
- Canada : 1,98 million de téléspectateurs[32] (première diffusion)
- France : 5,23 millions de téléspectateurs[33] (18,7 % de part de marché, France 2 deuxième pour l'audience)

- Kristin Lehman (Serena Kaye)
- Jessica Tuck (Joy McHugh)
- Aasha Davis (Alyssa Lofters)
- Jessica Lundy (Myrna Ramsey)

La scène de l'ascenseur du « Wessex Hotel » avec en fond sonore la musique de la chanson The Girl from Ipanema est un bref pastiche d'une séquence fameuse du film Les Blues Brothers.
Le nom de Serena Kaye évoque par paronymie celui d'une autre voleuse repentie, Selina Kyle, alias Catwoman.

### Épisode 6:Démons
- États-Unis /  Canada : 24 octobre 2011 sur ABC / CTV
- Belgique : 2 mai 2012 sur RTL-TVI[10]
- Suisse : 4 mai 2012 sur RTS Un[35]
- Québec : 1er octobre 2012 sur Séries+
- France : 8 octobre 2012 sur France 2[17]

- États-Unis : 10,81 millions de téléspectateurs[36] (première diffusion)
- Canada : 1,94 million de téléspectateurs[37] (première diffusion)
- France : 5,39 millions de téléspectateurs[38] (19 % de part de marché, France 2 deuxième pour l'audience)

- Juliana Dever (Jenny Duffy-O'Malley)
- Frederic Lehne (Addison Smith)
- Mark Harelik (Pete Benton)
- Amanda Walsh (Lulu, la productrice)
- Vernee Watson (Prudence LaGrande / Patricia King)
- Philipp Karner (Jack Sinclair)
- Josh Hopkins (officier de Police)
- Joel Stoffer (en) (Ron Berger)

Cet épisode, diffusé à la période d'Halloween, et qui se déroule dans une maison prétendument hantée, multiplie les références explicites au film Ghostbusters : non seulement avec la thématique similaire d'une équipe de chasseurs de fantômes (appelée ici « Ghost Wranglers »), mais aussi par la reprise de répliques (ainsi « I ain't afraid of no ghosts », prononcée par Beckett) ou de musique… Il y est également fait allusion à Casper, ainsi qu'à Scooby-Doo (Castle est à un moment surnommé « Scooby » par Beckett, à cause de son apparente facilité à croire aux phénomène paranormaux).
La résolution de l'enquête est basée sur l'existence dans le manoir d'un laird's lugh.

### Épisode 7:Otages
- États-Unis /  Canada : 31 octobre 2011 sur ABC / CTV
- Belgique : 9 mai 2012 sur RTL-TVI[10]
- Suisse : 11 mai 2012 sur RTS Un[40]
- Québec : 8 octobre 2012 sur Séries+
- France : 15 octobre 2012 sur France 2[17]

- États-Unis : 12,58 millions de téléspectateurs[41] (première diffusion)
- Canada : 2,14 millions de téléspectateurs[42] (première diffusion)
- France : 6,1 millions de téléspectateurs[43] (22,1 % de part de marché, France 2 deuxième pour l'audience)

- Dean Norris (capitaine John Davis)
- Barry Livingston (Abe)
- Ian Kahn (Sal Martino)
- Jack Laufer (Mr. Davenport)
- Darren Pettie (Trapper John)
- Jonah Wharton (Dr Howser)
- Noa Dori (Dr Quinn)
- Ty Upshaw (Dr Huxtable)
- Dawn-Lyen Gardner (Simone Jenkins)
- Frank Birney (le père McCaskey)

- L'un des cambrioleurs se fait appeler Dr Howser, allusion à Doogie Howser, personnage de la série télévisée Docteur Doogie, interprété par Neil Patrick Harris, avec qui Nathan Fillion a joué dans la web-série, Dr. Horrible's Sing-Along Blog. Une référence à ce personnage avait déjà été faite lors de l'épisode 7 de la troisième saison de Castle. Une autre des complices de la prise d'otages est surnommée Dr Quinn, en référence à la série du même nom, dans laquelle l'héroïne est une femme médecin.
- On apprend au cours de l'épisode que Martha Rodgers a joué dans les années 80 au festival new-yorkais Shakespeare in the Park le rôle de Titania dans Le songe d'une nuit d'été, et qu'elle y était, selon un fan, « inoubliable ».
- À la fin de l'épisode, Alexis rompt avec Ashley.
- Bien que créditées, Tamala Jones et Penny Johnson Jerald n'apparaissent pas dans cet épisode.

### Épisode 8:Dans l'antre du jeu
- États-Unis /  Canada : 7 novembre 2011 sur ABC / CTV
- Belgique : 16 mai 2012 sur RTL-TVI[10]
- Suisse : 18 mai 2012 sur RTS Un[44]
- Québec : 15 octobre 2012 sur Séries+
- France : 22 octobre 2012 sur France 2[17]

- États-Unis : 11,07 millions de téléspectateurs[45] (première diffusion)
- Canada : 1,95 million de téléspectateurs[46] (première diffusion)
- France : 5,91 millions de téléspectateurs[47] (21,3 % de part de marché, France 2 en tête pour l'audience)

- Richard Burgi (Charlie Turner)
- Laura Regan (Rebecca Siegal)
- Susie Castillo (Nadine Espinoza)
- Eric Ladin (Daniel Sullivan)
- David Figlioli (Ralph Marino)
- Jeffrey Vincent Parise (Tom Moretti)

Castle essaye de consoler Alexis qui a rompu avec Ashley. Il lui propose une sortie père-fille, mais elle n'en a pas trop envie. Il lui suggère alors d'organiser au loft une soirée entre copines, mais celle-ci va vite se transformer en fête incontrôlable…
Pendant ce temps, Castle et Beckett enquêtent sur le meurtre de Sam Siegal, 46 ans, le copropriétaire du Saphir, un hôtel-casino à Atlantic City dans le New Jersey. L'homme a été retrouvé tué par balle sur des docks désaffectés. Une arme est retrouvée dans sa voiture, mais il ne s'en est pas servi. En consultant son GPS, les enquêteurs retrouvent la dernière adresse où il s'était rendu avant le meurtre : elle se trouve à Manhattan et n'est autre que le domicile de son ex-femme, Rebecca Siegal, avec qui il est divorcé depuis six mois. Sam était venu supplier  Rebecca pour qu'elle lui vende ses parts d'un immeuble dans le Queens, lui affirmant que sa vie en dépendait.     

### Épisode 9:Course contre la mort
- États-Unis /  Canada : 21 novembre 2011 sur ABC / CTV
- Belgique : 23 mai 2012 sur RTL-TVI[10]
- Suisse : 25 mai 2012 sur RTS Un[48]
- Québec : 22 octobre 2012 sur Séries+
- France : 29 octobre 2012 sur France 2[17]

- États-Unis : 10,85 millions de téléspectateurs[49] (première diffusion)
- Canada : 2 millions de téléspectateurs[50] (première diffusion)
- France : 5,74 millions de téléspectateurs[51] (20,1 % de part de marché, France 2 deuxième pour l'audience)

- Scott Michael Campbell (Lee Travis)
- Troy Winbush (Marcus Ford)
- Christina Ferraro (Sarah Vasquez)
- Alexis Carra (Julie)
- Tony Elias (Chris Nunez)

Castle et Beckett enquêtent sur le meurtre de Sarah Vasquez, 28 ans, une institutrice en maternelle. Alors qu'elle sortait d'un cours de yoga avec une amie, elle a été abattue d'une balle en plein cœur. Lanie découvre que la balle provient d'un fusil, et a été tirée à une distance d'environ 300 mètres et en hauteur, ce qui laisse à penser que le tireur serait un sniper. D'après le fiancé de Sarah, celle-ci n'avait aucun ennemi, mais elle s'était déjà sentie épiée à la sortie de l'école. Le lendemain de ce premier meurtre, à la même heure, Henry Wyatt, un avocat de 38 ans, est abattu lui aussi en pleine rue. Il n'avait aucun rapport avec la première victime. Il est donc probable que le sniper choisit des cibles au hasard dans la foule. Bientôt, on découvre sur les lieux d'où le tireur a fait feu d'étranges figurines de papier découpées dans des livres d'art…

### Épisode 10:Détache-moi
- États-Unis /  Canada : 5 décembre 2011 sur ABC / CTV
- Belgique : 30 mai 2012 sur RTL-TVI[10]
- Suisse : 1er juin 2012 sur RTS Un[52]
- Québec : 29 octobre 2012 sur Séries+
- France : 5 novembre 2012 sur France 2

- États-Unis : 8,12 millions de téléspectateurs[53] (première diffusion)
- Canada : 1,86 million de téléspectateurs[54] (première diffusion)
- France : 5,97 millions de téléspectateurs[55] (20,9 % de part de marché, France 2 en tête pour l'audience)

- Darin Heames (agent Chuck Martinez)
- Brian Jones (State Trooper McNichols)
- Deborah Van Valkenburgh (Ruth Spurloch)
- Brett Wagner (Jack Spurloch)
- Brad Carter (Bobby Spurloch)

### Épisode 11:Sexpionnage
- États-Unis  Canada : 9 janvier 2012 sur ABC / CTV
- Belgique : 6 juin 2012 sur RTL-TVI[10]
- Suisse : 8 juin 2012 sur RTS Un[56]
- Québec : 5 novembre 2012 sur Séries+
- France : 12 novembre 2012 sur France 2

- États-Unis : 9,76 millions de téléspectateurs[57] (première diffusion)
- Canada : 1,86 million de téléspectateurs[58] (première diffusion)
- France : 6,45 millions de téléspectateurs[59] (22,7 % de part de marché, France 2 deuxième pour l'audience)

- Juliana Dever (Jenny Duffy-O'Malley)
- Sam Hennings (Seth Harris)
- Jaime Ray Newman (Holly Franklin)
- Daniel Romer (jeune homme mignon)
- Haley Strode (jeune femme charmante)

Castle et l'équipe de Beckett enquêtent sur la mort d'un homme qui s'est écrasé nu sur l'étal d'un fruitier. Ils apprennent que cet individu était connu sous deux noms : Michael Bailey et Jake Hendricks. Bientôt, les investigations font apparaître la véritable identité de l'homme et son étrange « passe-temps ». Or, les faits impliquent Jenny, la future épouse de Ryan.
Celle-ci, durant le même temps, impose à son fiancé une cure destinée à purifier le corps avant le mariage. Mais ce régime sévère a des répercussions sur le comportement du futur marié. Esposito, de son côté, toujours célibataire depuis sa séparation d'avec Lanie, est jaloux que cette dernière l'ait apparemment déjà remplacé : il apprend avec effarement qu'elle viendra au mariage de Ryan accompagnée par un mystérieux « plus un » ; aussi se met-il lui-même à rechercher frénétiquement qui pourrait être sa « plus une ».
- On entend à deux reprises au cours de l'épisode le Boléro de Ravel : il est utilisé par les dragueurs compulsifs pour créer une ambiance sensuelle ; l'un d'eux affirme même que « le Boléro augmente de 12 % les chances de "conclure" »… il s'agit d'un cas de présence dite « intradiégétique » de la musique.
- La diffusion francophone suisse a été interrompue après cet épisode[60]. Elle reprend le 1er septembre 2012 avec l'épisode 12[61].
- Bien que créditée, Penny Johnson Jerald n'apparait pas dans cet épisode.

### Épisode 12:Jeux de pouvoir
- États-Unis /  Canada : 16 janvier 2012 sur ABC / CTV
- Belgique : 13 juin 2012 sur RTL-TVI[10]
- Suisse : 1er septembre 2012 sur RTS Un[61]
- Québec : 12 novembre 2012 sur Séries+
- France : 19 novembre 2012 sur France 2

- États-Unis : 9,41 millions de téléspectateurs[62] (première diffusion)
- Canada : 1,85 million de téléspectateurs[63] (première diffusion)
- France : 6,02 millions de téléspectateurs[64] (21,9 % de part de marché, France 2 en tête en nombre de téléspectateurs, deuxième en part de marché)

- Derek Webster (le maire Robert Weldon)
- Adam Kulbersh (Brian Shay)
- Michael Terry (Jordan Norris)
- Rebecca Field (Marilyn Kane)
- Dave Florek (Harvey)
- Cara Pifko (Roberta Cambridge)

### Épisode 13:Une vie de chien
- États-Unis /  Canada : 23 janvier 2012 sur ABC / CTV
- Belgique : 20 juin 2012 sur RTL-TVI[10]
- Suisse : 1er septembre 2012 sur RTS Un[65]
- Québec : 19 novembre 2012 sur Séries+
- France : 26 novembre 2012 sur France 2

- États-Unis : 10,05 millions de téléspectateurs[66] (première diffusion)
- Canada : 1,92 million de téléspectateurs[67] (première diffusion)
- France : 6,24 millions de téléspectateurs[68]

- Hilarie Burton (Kay Cappuccio)
- Justin Hartley (Reggie Starr)
- Nana Visitor (Dr Patty Barker)
- Ed F. Martin (Francisco Pilar)
- Jim Abele (Adam Green)

Un célèbre dresseur de chiens est assassiné, et l’enquête pointe vers une star charismatique de la téléréalité : Kay Cappuccio. Kay, chouchoute des magazines et sites people, est devenue célèbre sans avoir jamais fait preuve d'aucun talent particulier. Il semblerait cependant qu’elle cache quelque chose…
Reggie Starr, le petit ami de Kay, et le Dr Patty Barker, une thérapeute aux capacités reconnues, sont sollicités lorsque l’un des clients de Patty est témoin du meurtre.
En parallèle, Castle et Beckett se disputent la garde temporaire du chien de la victime. 
Pendant qu'Esposito s'aperçoit qu'il a le béguin pour Kay Cappucio et possède toujours de l'animosité envers Lanie, ce qui fait réagir cette dernière.
La chanson entendue au début de l'épisode, lors du show canin, est Lilly, par Pink Martini.
La musique accompagnant la séance photo de Kay Cappuccio est Watch me move, de Fefe Dobson.

### Épisode 14:Le Papillon bleu
- États-Unis /  Canada : 6 février 2012 sur ABC / CTV Two
- Belgique : 27 juin 2012 sur RTL-TVI[10]
- Suisse : 8 septembre 2012 sur RTS Un[69]
- Québec : 26 novembre 2012 sur Séries+
- France : 3 décembre 2012 sur France 2

- États-Unis : 8,70 millions de téléspectateurs[70] (première diffusion)
- France : 6,1 millions de téléspectateurs[71] (21,9 % de part de marché, France 2 en tête pour l'audience)

- Mark Pellegrino (Tom Dempsey III)
- Patrick Cassidy (Clyde Belasco)
- Chad Everett (Jerry Maddox / Joe Flynn en 2012)
- Ellen Geer (Viola Maddox / Vera Mulqueen en 2012)
- Darin Toonder (Frankie)

L'épisode est construit de façon à faire un parallèle entre 2012 et 1947 : quand Castle lit le journal intime du détective privé, les scènes relatées constituent des flash-backs dans lesquels les personnages anciens sont incarnés par le même groupe d'acteurs que les personnages habituels de la série. Le détective Joe Flynn en 1947 a ainsi les traits de Richard Castle ; sa secrétaire, Florence Kenard, ceux de Martha, la mère de Castle ; la cliente, Sally Scolfield, a toutes les apparences d'Alexis Castle. Les enquêteurs du 12th precinct ont eux aussi leur correspondant en 1947 : Vera Mulqueen pour Kate Beckett, la chanteuse Betsy Sinclair pour Lanie, et les hommes de mains aux ordres de Tom Dempsey pour Esposito et Ryan.
Les scènes se déroulant en 1947 constituent un pastiche de film noir hollywoodien des années 1940 ; il est d'ailleurs fait plusieurs allusions à Humphrey Bogart et au film Le Faucon maltais, dont une réplique est même reprise textuellement.
La chanson interprétée dans le club par Tamala Jones incarnant Betsy Sinclair est Comes Love (en), un standard du jazz datant de 1939 qu'ont chanté notamment Ella Fitzgerald et Billie Holiday.
On entend également I can't give you anything but Love, par Louis Armstrong ; le morceau joue un rôle d'indice dans la résolution de l'enquête.
Le mot fétiche qui ponctue toute l'histoire d'amour entre Castle et Beckett, « Always » (« Toujours »), est cette fois dit par Joe Flynn à Vera Mulqueen, leurs correspondants en 1947.

### Épisode 15:Pandore, première partie
- États-Unis /  Canada : 13 février 2012 sur ABC / CTV Two
- Belgique : 4 juillet 2012 sur RTL-TVI[10]
- Suisse : 8 septembre 2012 sur RTS Un[74]
- Québec : 3 décembre 2012 sur Séries+
- France : 10 décembre 2012 sur France 2

- États-Unis : 8,86 millions de téléspectateurs[75] (première diffusion)
- France : 6,42 millions de téléspectateurs[76] (22,9 % de part de marché, France 2 en tête pour l'audience)

- Jennifer Beals (Sophia Turner)
- Josh Stamberg (Martin Danberg)
- David Chisum (Thomas Gage)
- Timothy Carhart (Dr. Nelson Blakely)

Alexis, qui s'interroge sur ce qu'elle veut faire dans la vie, décide de suivre des stages. Comme elle n'a rien dit à son père, c'est par hasard que celui-ci découvre qu'elle fait un stage… à la morgue avec le Dr Lanie Parish. Richard n'apprécie guère de voir évoluer sa fille dans un tel milieu.
Entre-temps, l'équipe de Beckett enquête sur l'assassinat d'un homme inconnu. Étrangement, selon les résultats des constatations réalisées par Lanie sur la scène de crime, l'homme a été étranglé, poignardé, s'est fait tirer dessus, a eu un crayon planté dans le cou, avant d'être jeté d'une fenêtre ! Bien vite, grâce à une caméra de surveillance, les enquêteurs orientent leurs soupçons sur un certain Thomas Gage, et l'arrêtent. Gage n'avoue rien, mais annonce froidement à Kate et Richard qu'il va disparaître, avec tous les éléments de preuve. Et, de fait, Gage disparaît du poste de police, tout comme la victime inconnue de la morgue. Alexis s'en veut de s'être fait dérober le corps placé sous sa garde.
Quelques heures plus tard, Gage fait apparemment une nouvelle victime, une mathématicienne. Castle et Beckett, arrivés sur les lieux du crime, sont enlevés… par des agents de la CIA ! Et l'écrivain, à la stupéfaction de Kate, semble très bien connaître leur chef, la séduisante Sophia Turner.

### Épisode 16:Pandore, deuxième partie
- États-Unis /  Canada : 20 février 2012 sur ABC / CTV Two
- Belgique : 11 juillet 2012 sur RTL-TVI[10]
- Suisse : 15 septembre 2012 sur RTS Un[77]
- Québec : 10 décembre 2012 sur Séries+
- France : 17 décembre 2012 sur France 2

- États-Unis : 9,73 millions de téléspectateurs[78] (première diffusion)
- Canada : 1,12 million de téléspectateurs[79] (première diffusion)
- France : 6,16 millions de téléspectateurs[80] (21,8 % de part de marché, France 2 en tête pour l'audience)

- Jennifer Beals (Sophia Turner)
- Josh Stamberg (Martin Danberg)
- David Chisum (Thomas Gage)
- Timothy Carhart (Dr. Nelson Blakely)
- Jim Turner (Janacek Spivey)

L'histoire reprend quelques secondes après les événements dramatiques qui clôturaient l'épisode précédent : dans le fleuve Hudson… Grâce à l'acharnement de Castle, Kate et lui parviennent à se sortir in extremis du piège mortel, et sont récupérés par Sophia Turner et son équipe de la CIA, sous les yeux interrogateurs de l'équipe de Beckett.
Prenant prétexte de la mort du docteur Blakely, Sophia écarte Kate et Richard de l'enquête. Du moins officiellement, car en réalité elle sait que Richard voudra savoir le fin mot de l'histoire et va continuer à enquêter, et probablement réussir à éclaircir l'affaire. Et de fait, Castle et Beckett découvrent ce que le créateur du projet Pandora avait établi.
Mais de façon inattendue, c'est Thomas Gage qui sauve Kate et Richard d'un traquenard. Il les informe qu'il y a un traître au sein de la CIA qui lui fait porter la responsabilité des événements passés. Sophia et la CIA retrouvent Gage, Castle et Kate afin de les amener dans leurs locaux. Quand, quelques heures plus tard, Sophia retrouve Thomas Gage mort dans sa cellule, elle est forcée d'admettre l'existence d'une « taupe » à la CIA. Après avoir découvert qui est cette présumée « taupe », celle-ci réussit à s'échapper.
En parallèle, tous doivent faire l'impossible pour arrêter l'exécution du projet Pandora, faute de quoi un petit événement isolé et d'apparence insignifiante provoquera une catastrophe incontrôlable pour les États-Unis.
- Le dossier Pandora est basé sur l'« effet papillon », appliqué à l'économie.

### Épisode 17:Il était une fois un crime
- États-Unis /  Canada : 27 février 2012 sur ABC / CTV Two
- Belgique : 18 juillet 2012 sur RTL-TVI[10]
- Suisse : 15 septembre 2012 sur RTS Un[81]
- Québec : 17 décembre 2012 sur Séries+
- France : 7 janvier 2013 sur France 2[17]

- États-Unis : 9,10 millions de téléspectateurs[82] (première diffusion)
- France : 5,88 millions de téléspectateurs[83](21,2 % de part de marche, France 2 en tête pour l'audience)

- Sarah Jane Morris (Leslie Morgan)
- Taylor Kinney (Darren Morgan)
- Jason Thompson (Noah Curtis)
- Meghan Markle (Charlotte Boyd)
- June Squibb (Jamie Isaacson)

Martha, la mère de Castle, veut lancer son premier One Woman Show. Elle voudrait y raconter sa vie, y compris l'existence qu'elle partage avec Richard et Alexis. Richard confie à Kate que cela l'agace de voir sa fille faire un stage avec Lanie et sa mère raconter sa vie dans un spectacle. Cependant, Martha a invité Kate à son spectacle, ce qui ne plait pas à Rick.

### Épisode 18:Danse avec la mort
- États-Unis /  Canada : 19 mars 2012 sur ABC / CTV
- Belgique : 25 juillet 2012 sur RTL-TVI[10]
- Suisse : 22 septembre 2012 sur RTS Un[84]
- Québec : 24 décembre 2012 sur Séries+
- France : 14 janvier 2013 sur France 2[17]

- États-Unis : 11,52 millions de téléspectateurs[85] (première diffusion)
- Canada : 1,72 million de téléspectateurs[86] (première diffusion)
- France : 5,94 millions de téléspectateurs[87] (21 % de part de marché, France 2 deuxième pour l'audience)

- Adam Harrington (Brad Melville)
- Lauralee Bell (Pam Francis)
- Erin Chambers (Suzanne Steiner)
- Tim Ransom (Max Renfro)
- Adam Harrington (Brad Melville)
- Millicent Martin (Oona Marconi)
- Marisha Shine (Odette Morton)

Martha veut faire de la publicité pour son école de théâtre. Elle a l'idée d'inviter à dîner Oona Marconi, une critique de théâtre qui l'avait pourtant méchamment critiquée pour son interprétation de Maggie dans La Chatte sur un toit brûlant en 1983. Richard, qui pressent un désastre, en avertit sa mère. Et le désastre se produit. Mais grâce à une suggestion de l'écrivain… prise au pied de la lettre par Martha, celle-ci réussira finalement à avoir une mention de son école dans un article de Oona Marconi.
L'équipe de Beckett enquête sur la mort d'une participante à l'émission Night of Dance, Odette Morton. Elle a été retrouvée morte dans sa loge, alors que l'enregistrement de l'émission commençait. Au cours de l'enquête, l'équipe découvre l'existence d'une autre femme, Barbra Landau, qui ressemble de façon stupéfiante à Odette Morton, et qui est censée être décédée. Bien vite un lien est fait entre les deux femmes, et les enquêteurs découvrent bien plus qu'un simple changement d'identité entre elles.

### Épisode 19:47 secondes
- États-Unis /  Canada : 26 mars 2012 sur ABC / CTV
- Belgique : 1er août 2012 sur RTL-TVI[10]
- Suisse : 22 septembre 2012 sur RTS Un[88]
- Québec : 31 décembre 2012 sur Séries+
- France : 21 janvier 2013 sur France 2[17]

- États-Unis : 11,87 millions de téléspectateurs[89] (première diffusion)
- Canada : 1,99 million de téléspectateurs[90] (première diffusion)
- France : 5,99 millions de téléspectateurs[91] (21,5 % de part de marché, France 2 en tête de l'audience)

- Christine Woods (Leann West)
- Tim Guinee (Andrew Haynes)
- John Ruby (Mark)

Au cours d'une manifestation « Occupons Wall Street », à New York, une bombe explose sur la place Boylan, faisant de nombreuses victimes. Le FBI demande la collaboration de la police de New York pour l'enquête. C'est la capitaine Victoria Gates qui prend les commandes de celle-ci. Le FBI demande à Gates et son équipe de rechercher les témoins présents près de l'endroit où se trouvait la bombe, durant les dernières 47 secondes avant l'explosion, qui est le créneau horaire de la dépose de l'engin explosif. C'est avec minutie et précision que Castle retrace, avec les informations que Beckett et l'équipe lui ont apportées, ces 47 secondes pour découvrir le poseur de bombe.

### Épisode 20:Au service de sa majesté
- États-Unis /  Canada : 2 avril 2012 sur ABC / CTV
- Belgique : 8 août 2012 sur RTL-TVI[10]
- Suisse : 29 septembre 2012 sur RTS Un[94]
- Québec : 7 janvier 2013 sur Séries+
- France : 28 janvier 2013 sur France 2[17]

- États-Unis : 11,69 millions de téléspectateurs[95] (première diffusion)
- Canada : 1,9 million de téléspectateurs[96] (première diffusion)
- France : 6 millions de téléspectateurs[97] (21,6 % de part de marché, France 2 en tête de l'audience)

- Brett Tucker (Colin Hunt)
- Charles Shaughnessy (Nigel Winthrop)
- Danielle Bisutti (Claire Panchard)
- Omar J. Dorsey (Biggie Slim)
- Chrystee Pharris (Nicky Jay)

Kate demande à Lanie si elle aussi a observé un changement de comportement chez Richard, ne comprenant pas pourquoi il est si distant avec elle. Quand Lanie lui demande si elle a déclaré ses sentiments, Kate lui répond qu'elle n'est pas prête. Lanie lui suggère de le faire, car il est à craindre que Castle n'attende pas plus longtemps. Tout au long de l'épisode, Lanie tente d'aider son amie à dévoiler ses sentiments pour Castle, sans succès, d'autant que Castle multiplie les rendez-vous avec une hôtesse de l'air du nom de Jacinda qu'il a rencontrée en rentrant d'un week-end à Las Vegas.
C'est au cours de cet épisode que pour la première fois dans la série, Beckett avoue explicitement à quelqu'un (en l'occurrence à sa meilleure amie Lanie) qu'elle est amoureuse de Castle.
 

### Épisode 21:Chasseur de têtes
- États-Unis /  Canada : 16 avril 2012 sur ABC / CTV
- Belgique : 15 août 2012 sur RTL-TVI[10]
- Suisse : 29 septembre 2012 sur RTS Un[98]
- Québec : 14 janvier 2013 sur Séries+
- France : 4 février 2013 sur France 2

- États-Unis : 11,23 millions de téléspectateurs[99] (première diffusion)
- Canada : 1,7 million de téléspectateurs[100] (première diffusion)
- France : 5,94 millions de téléspectateurs[101] (21.2 % de part de marché, France 2 en tête de l'audience)

- Adam Baldwin : lieutenant Ethan Slaughter
- Michael McGrady : Brian Reilly
- Michael Dorn : Dr Carter Burke, le thérapeute de Beckett
- Reynaldo Gallegos : Cesar Vales
- Anna Zielinski : Laura, la légiste

Un jeune homme est retrouvé mort avec à ses côtés un sac contenant trois têtes. Castle, qui souffre toujours du mensonge de Beckett à son égard, décide de changer de partenaire. Excité par cette mystérieuse histoire de têtes coupées, il choisit Ethan Slaughter, enquêteur à l'anti-gang, qui est chargé de l'affaire. Mais Rick s'aperçoit que son nouveau coéquipier, surnommé « le faiseur de veuves », est violent, sans scrupules, et que ses méthodes ne sont pas impeccablement légales. L'écrivain se retrouve très vite en danger, et va devoir demander de l'aide à Beckett.

De son côté, celle-ci commence à se demander si ce n'était pas une grave erreur d'avoir feint une amnésie post-traumatique, mais elle tente toujours de masquer ses sentiments. Toutefois, ses actes vont parler pour elle. 

- Slaughter, le momentané coéquipier de Castle, est interprété par Adam Baldwin, qui a été l'ancien partenaire à l'écran (dans le rôle de Jayne Cobb) de Nathan Fillion dans la série Firefly.
- Le personnage de Slaughter réapparaitra en 2015 dans l'épisode 8-06 ; il y fera de nouveau équipe avec Rick.
- Bien que créditées, Tamala Jones et Penny Johnson Jerald n'apparaissent pas dans cet épisode.

### Épisode 22:Morts-vivants
- États-Unis /  Canada : 30 avril 2012 sur ABC / CTV
- Belgique : 22 août 2012 sur RTL-TVI[10]
- Suisse : 6 octobre 2012 sur RTS Un[102]
- Québec : 21 janvier 2013 sur Séries+
- France : 11 février 2013 sur France 2

- États-Unis : 11,08 millions de téléspectateurs[103] (première diffusion)
- Canada : 1,6 million de téléspectateurs[104] (première diffusion)
- France : 5,98 millions de téléspectateurs[105] (20,9 % de part de marché, France 2 en tête de l'audience)

- Brandon Keener : Charlie Coleman
- Ryan Doom : Tom Williams, rival de Lock
- Tiffany Dupont : Greta Mastroianni, fiancée de Williams
- Josh Braaten : Kyle Jennings, zombie
- Kevin Symons : Myke Matthews, le patron de Lock et Coleman

Alexis n'arrive toujours pas à choisir une université. Ses préférences initiales la font incliner vers Oxford ou Stanford. Mais à la suite d'une remarque de son père, elle finit par faire un choix qui va en surprendre plus d'un.
Martha fait la leçon à Richard quant à son comportement envers Beckett. Elle l'implore de dévoiler ses sentiments à Kate et de cesser de la punir, comme il a voulu le faire en changeant de coéquipier (dans l'épisode 21) ou en paradant avec une hôtesse de l'air (dans l'épisode 20). Mais son fils, toujours blessé par les dissimulations de la jeune femme, pense mettre un terme à leur relation, et quand il reçoit un appel de Beckett pour participer à une nouvelle enquête, il décide que ce sera la dernière !

### Épisode 23:Jusqu'à la mort s'il le faut
Pour les articles homonymes, voir Always.
- États-Unis /  Canada : 7 mai 2012 sur ABC[106] / CTV
- Belgique : 29 août 2012 sur RTL-TVI[10]
- Suisse : 13 octobre 2012 sur RTS Un[107]
- Québec : 28 janvier 2013 sur Séries+[108]
- France : 18 février 2013 sur France 2

- États-Unis : 12,36 millions de téléspectateurs[109] (première diffusion)
- Canada : 1,71 million de téléspectateurs[110] (première diffusion)
- France : 6,19 millions de téléspectateurs[111] (22.1 % de part de marché, France 2 en tête de l'audience)

- Tahmoh Penikett (Cole Maddox)
- Judith Scott (Evelyn Montgomery)
- Onahoua Rodriguez (Marisol Cartagena)

L'équipe de Beckett enquête sur la mort d'un jeune militaire de 20 ans, ancien voleur repenti, du nom d'Orlando Costas, dont le corps a été retrouvé dans une ruelle. Costas s'est fait tuer par deux armes à feu différentes ; de plus, les marques retrouvées sur son cou et ses épaules indiquent qu'il portait sur son dos un objet lourd d'une quinzaine de kilos. Bien vite, la compagne d'Orlando, Marisol Cartagena, ayant tenté de fuir la ville, devient suspecte. Comme Costas était membre d'un gang de rue avant qu'il ne devienne militaire, ses anciens complices sont également dans le viseur des enquêteurs. Beckett réussit à faire parler l'un d'eux, ainsi que Marisol : Costas avait touché une grosse somme, et avait eu un rendez-vous dans une église avec un inconnu. L'équipe identifie un militaire de la même division que Costas, nommé Cole Maddox. Kate demande à Ryan et Esposito de le localiser.
De son côté, Alexis, meilleure élève de son lycée, est à ce titre chargée du discours de la remise des diplômes 2012. Elle n'en dort plus et manque d'inspiration. Richard lui donne quelques pistes à suivre afin de l'aider.
Au cours de l'enquête, la découverte que Costas était mêlé au vol de dossiers et d'un ordinateur chez le défunt capitaine du 12th precinct, Roy Montgomery, laisse supposer que la mort du jeune homme est liée à la tentative d'assassinat qui a failli coûter la vie à Beckett un an plus tôt, et au meurtre de la mère de celle-ci. Castle, inquiet pour la sécurité de sa partenaire, demande alors à Kate de se retirer de l'enquête, lui avouant avoir été en contact avec « Smith », l'ami de Montgomery qui connaît les dessous de l'affaire et lui a conseillé de tenir Beckett à l'écart. Rick lui déclare de nouveau ses sentiments, mais Kate, choquée d'avoir été laissée dans l'ignorance de cet arrangement, refuse rageusement de renoncer. Castle lui déclare alors s'en aller définitivement, refusant de la voir se faire tuer.
Kevin réclame à Javier d'informer la capitaine Victoria Gates des recherches et de la visite que Beckett veut effectuer chez Maddox, mais Javier refuse, laissant Kevin indécis.
Beckett et Esposito retrouvent finalement Maddox dans un hôtel, mais celui-ci assomme Esposito et laisse Kate dans une situation critique avant de disparaître. Voyant venir une mort inéluctable, Kate, désespérée, crie le nom de Castle, mais est sauvée in extremis par des policiers amenés par Gates et Ryan.
Pendant ce temps, Alexis fait devant une nombreuse assistance au premier rang de laquelle se tiennent son père et sa grand-mère un brillant discours de remise des diplômes, parlant des choses qui doivent avoir une fin et des choses qui demeurent en nous.
À la suite de ces événements, Kate remet sa démission au capitaine Gates, avant de se rendre chez Castle lui avouer son amour, et elle se donne à lui.

- La balançoire où Beckett vient s'assoir seule sous la pluie avant d'aller chez Castle pour lui dire qu'elle « le veut » est celle-là même où elle et Richard s'étaient réconciliés dans l'épisode 4-01. C'est ce même endroit que choisira Rick pour faire sa demande en mariage (épisodes 5-24 et 6-01). Le couple s'y retrouvera ensuite dans l'épisode 6-22, puis pour une scène importante du 7-23.
- La chanson qui ponctue plusieurs scènes de l'épisode, et que l'on entend à la fin, juste avant que Beckett se donne à Castle, est In my veins, d'Andrew Belle. Elle sera entendue de nouveau en 2014 pendant la scène de bal qui conclut l'épisode 6-15, et sera à cette occasion choisie par le couple pour leur mariage à venir. Et de fait, ce sera bien sur cette chanson, diffusée par l'iPod de Castle, que les deux nouveaux mariés danseront à la fin de l'épisode 7-06.